# 유시태 (1890년)
유시태(柳時台, 1890년 ~ ?)는 일제강점기의 관료이다.

## 생애
본적지는 경상북도 안동 풍천면 하회리이다. 본관은 풍산(豊山), 호(號)는 산촌(山村). 서애 유성룡 선생의 13대 후손인 그는 1913년부터 경상북도 의성군에서 판임관견습으로 근무하기 시작하면서 조선총독부 관리가 되었다. 이듬해에는 정식 직원으로 채용되어 총독부 군서기가 되었다. 이후 군서기로 함경남도 갑산군, 신흥군, 영흥군, 북청군에서 차례로 근무했다.
1920년대 초부터 관제 개편으로 인하여 경상북도 도속으로 이동했다. 달성군, 청도군, 대구부를 거쳐 경상북도 내무부 지방과에서 근무했다.
경북 내무부에서 재직하던 1930년에 총독부 군수로 승진 발탁되었다. 경상북도 선산군을 시작으로 성주군과 봉화군 군수를 역임했다. 봉화군수이던 1936년을 기준으로 정7위 훈6등에 서위되어 있었다. 1935년에 총독부가 시정 25주년을 기념하여 표창한 표창자 명단에도 들어 있다.
민족문제연구소가 2008년에 공개한 민족문제연구소의 친일인명사전 수록예정자 명단 중 관료 부문에 포함되었다.

## 참고 자료
- 유시태(柳時台) - 국사편찬위원회